# Frances Oldham Kelsey
Frances Kathleen Oldham Kelsey (Cobble Hill, 24 luglio 1914 – London, 7 agosto 2015) è stata una farmacologa canadese.
È nota per aver negato l'autorizzazione della Food and Drug Administration (FDA) alla commercializzazione sul mercato statunitense della talidomide, un sedativo con proprietà ipnotiche e tranquillanti. I suoi dubbi sulla sicurezza del farmaco furono convalidati quando fu dimostrata la relazione tra l'uso del farmaco in gravidanza e i suoi effetti teratogeni.
Frances Oldham Kelsey fu la seconda donna ad essere insignita del President's Award for Distinguished Federal Civilian Service (in italiano: Premio del Presidente per l'eccellenza nel servizio civile federale) che ricevette nel 1962 dal presidente John F. Kennedy.

## Biografia

### Primi anni
Nata in una piccola località dell'Isola di Vancouver, in Canada, Frances Oldham era figlia di un ufficiale dell'esercito britannico in pensione. La giovane "Frankie" crebbe esplorando le campagne dell'isola e con il desiderio di diventare una scienziata. Conseguì nel 1934 la laurea triennale e nel 1935 si laureò in farmacologia presso la McGill University di Montréal. Su incoraggiamento del suo professore, scrisse una lettera a Eugene M. K. Geiling, un noto ricercatore che stava avviando un nuovo dipartimento di farmacologia presso l'Università di Chicago, chiedendo un posto di assistente di ricerca e una borsa di studio nel programma di dottorato. Geiling, che credeva che Frances Oldham fosse un uomo, le offrì il posto, così nel 1936 Oldham iniziò a lavorare per l'Università di Chicago dove nel 1938 conseguì il Ph.D. in farmacologia.
Durante il suo dottorato venne coinvolta nello studio del caso dell'Elisir Sulfanilamide, un farmaco sulfamidico che appariva correlato ad una serie di decessi insoliti. La ricerca dimostrò che le oltre 100 vittime, molte delle quali bambini, erano state uccise dal glicole dietilenico usato come solvente. Anche grazie al clamore suscitato da questo incidente, il Congresso degli Stati Uniti approvò del 1938 una nuova legge, il Federal Food, Drug, and Cosmetic Act, che aumentò in modo significativo i poteri della FDA nel regolamentare i farmaci.

### Inizio della carriera e matrimonio
Dopo aver conseguito il dottorato, entrò a far parte della facoltà dell'Università di Chicago. Durante la seconda guerra mondiale, mentre era impegnata in studi per la ricerca di un sostituto del chinino, per la cura della malaria che affliggeva i soldati sui fronti del Pacifico, scoprì che alcuni farmaci erano capaci di superare la barriera placentare e trascorse un mese a studiare embriologia presso il Carnegie Institute di Baltimora.
Fu in occasione di questa ricerca che conobbe il collega farmacologo Fremont Ellis Kelsey che sposò nel 1943. La coppia ebbe due figlie di lì a poco. A causa dei divieti per i coniugi di lavorare in una stessa struttura universitaria, Frances Kelsey scelse di studiare medicina, iscrivendosi alla facoltà della stessa università nel 1946 e laureandosi nel 1950. In questo periodo fu redattrice per il Journal of the American Medical Association (JAMA) dove revisionò articoli sulle novità farmacologiche, che a quel tempo spesso si presentavano privi di dati scientifici concreti.
Lasciò l'Università di Chicago nel 1954 per trasferirsi con la famiglia a Vermillion, dove insegnò farmacologia all'Università del Dakota del Sud fino al 1957 ed esercitò la professione medica gestendo uno studio privato. Fu proprio per poter praticare la medicina negli Stati Uniti che in quel periodo divenne cittadina statunitense, mantenendo tuttavia la doppia cittadinanza e forti legami con il Canada, dove continuò a visitare regolarmente i suoi fratelli fino a tarda età.

### Impiego nella FDA e talomide
Nel 1960 la famiglia Kelsey si trasferì a Washington dove Frances, reclutata da Geiling, fu assunta dalla Food and Drug Administration nella divisione che si occupava delle domande di registrazione di nuovi farmaci. In quel momento la divisione contava appena sette medici a tempo pieno e quattro giovani part-time.

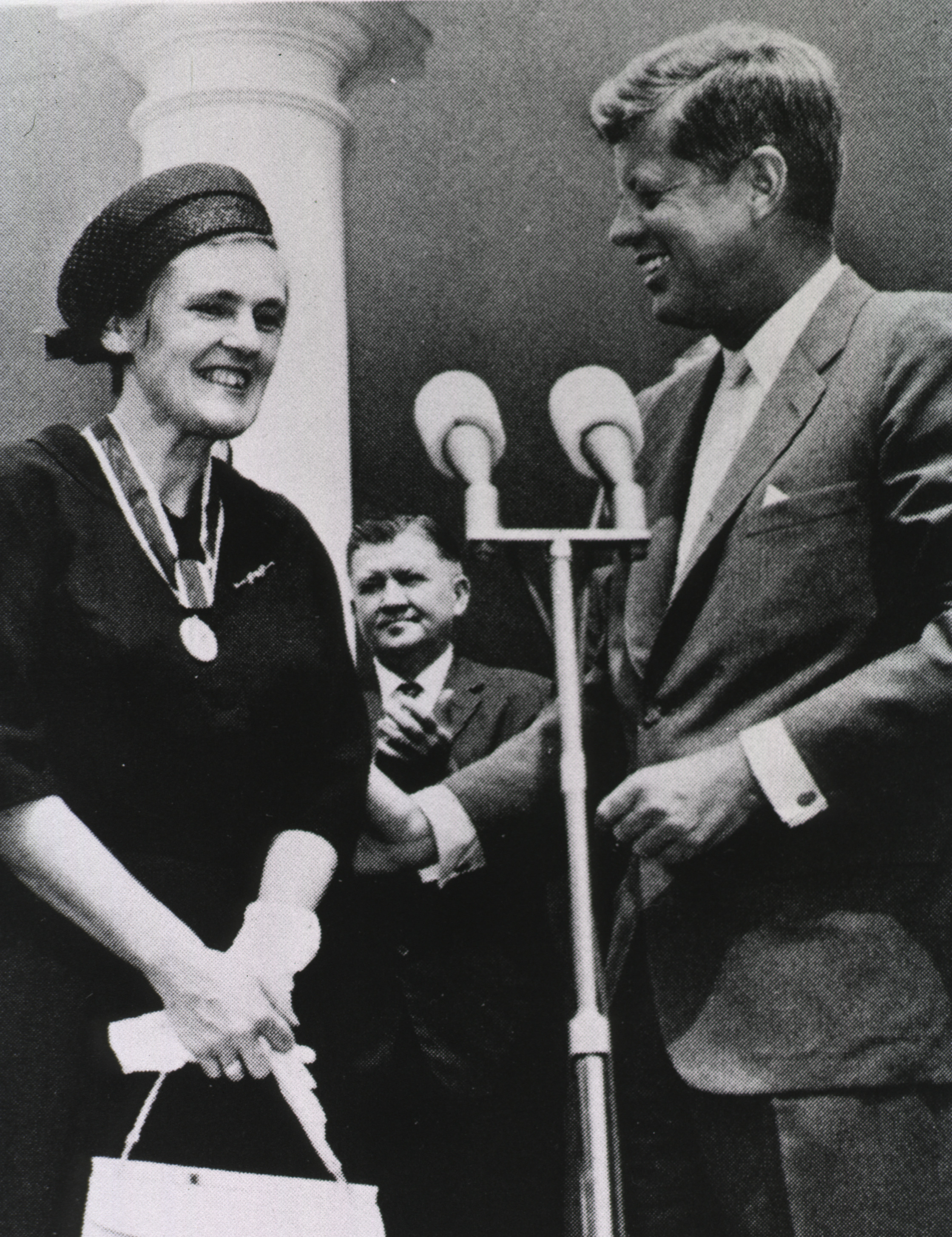
Frances Oldham Kelsey riceve il President's Award for Distinguished Federal Civilian Service dal presidente John F. Kennedy, nel 1962

Nel settembre 1960, poche settimane dopo l'ingresso di Frances Oldham Kelsey in FDA, le fu affidato l'esame della richiesta della casa farmaceutica Richardson-Merrell di Cincinnati di commercializzare la talidomide negli Stati Uniti, con il nome di Kevadon, su licenza del produttore tedesco Chemie-Grünenthal. La talidomite era un sedativo con proprietà ipnotiche e tranquillanti, commercializzata in Germania senza ricetta dal 1957 e già largamente in uso in quel momento in molti paesi in Europa, Sudamerica e Canada perché privo degli effetti di dipendenza e tossicità dei barbiturici usati in precedenza per lo scopo. Era pubblicizzato come sicuro anche per i bambini e per le donne in gravidanza per contrastare le nausee mattutine. Vista l'ampia diffusione, l'approvazione della richiesta sembrava essere una semplice formalità.
Frances Oldham Kelsey fu tuttavia insospettita dalla descrizione troppo positiva del farmaco, descritto dalla casa farmaceutica come privo di qualsiasi rischio, e ritenne troppo superficiali i dati degli studi preclinici, che riguardavano pochi soggetti, monitorati per un breve lasso di tempo. La richiesta fu esaminata anche dai suoi assistenti, il chimico Lee Geismar e il farmacologo Jiro Oyama, che concordarono nel ritenerla problematica. Oldham Kelsey rifiutò l'approvazione e richiese ulteriori studi clinici, ma i dubbi persistevano. Per la legge allora in vigore la FDA aveva 60 giorni per analizzare la richiesta, trascorsi i quali senza risposta la casa farmaceutica aveva diritto di commercializzare il farmaco, ma se la richiesta era ritenuta incompleta, veniva respinta in attesa dei chiarimenti e i 60 giorni ripartivano da capo. Nel frattempo alle aziende farmaceutiche era consentito distribuire liberamente il farmaco ai medici etichettandolo come "sperimentale".
All'inizio del 1961, sul British Medical Journal, fu pubblicata una lettera in cui un medico collegava la talidomide a casi di neuropatia periferica con comparsa di formicolii alle braccia e ai piedi. L'esperienza di Frances Oldham Kelsey negli studi sugli antimalarici le fece sospettare possibili effetti negativi sul feto e chiese quindi ulteriori prove.
I rappresentanti della Merrell, impazienti di lanciare sul mercato il farmaco prima del Natale, periodo da loro ritenuto favorevole alla vendita dei sedativi, iniziarono a far pressione su lei e sui suoi superiori, anche tramite telefonate, lettere e ripetute visite personali negli uffici della FDA ogni volta più aggressive, per un totale di circa 50 visite in 18 mesi, ma Frances Oldham Kelsey non si fece intimidire e le richieste della Richardson-Merrell furono respinte per ben 4 volte.
Durante quell'anno iniziarono a giungere dall'Europa e dall'Australia notizie riguardanti la nascita di bambini con gravi malformazioni congenite degli arti, quali l'amelìa (assenza degli arti) e la focomelia (riduzione delle ossa lunghe degli arti) finché nel novembre del 1961, un pediatra tedesco, Widukind Lenz, determinò che la causa era collegata all'assunzione della talidomide in gravidanza. Pochi giorni dopo le autorità sanitarie tedesche ritirarono il farmaco dalla vendita e altri paesi seguirono l'esempio. Infine, nel marzo 1962, Richardson-Merrell ritirò la sua richiesta alla FDA.
Nel luglio 1962, un reporter del Washington Post fece trapelare la notizia dell'accaduto con un articolo in prima pagina, a cui seguirono altri approfondimenti da parte di numerose testate giornalistiche. Frances Oldham Kelsey fu considerata un'eroina per aver impedito l'introduzione del farmaco in USA, evitando così la nascita di bambini deformi come invece successe in altre parti del mondo. Si stima che globalmente siano oltre 10.000 i bambini nati con malformazioni come conseguenza dell'uso della talidomide, mentre negli Stati Uniti i casi furono appena 17, di cui 10 dovuti alla distribuzione di campioni di Kevadon ai medici durante la fase "sperimentale".
A riconoscimento dei suoi meriti, il 7 agosto 1962 il presidente John F. Kennedy, durante una cerimonia alla Casa Bianca, le conferì il President's Award for Distinguished Federal Civilian Service, il più alto riconoscimento per un civile statunitense per "il suo giudizio eccezionale nel valutare un nuovo farmaco per la sicurezza per uso umano che ha impedito una grande tragedia negli Stati Uniti. Attraverso l’alta capacità e la fermezza nella sua decisione professionale ha dato un eccellente contributo alla tutela della salute del popolo americano". Kelsey fu la seconda donna a ricevere questa onorificenza.
A seguito di questo caso, nell'ottobre 1962, il Congresso statunitense emanò la legge generalmente nota come "Emendamenti Kefauver-Harris" che prevedeva regole molto più stringenti per l'approvazione di nuovi farmaci, le evidenze cliniche della sicurezza d'uso, il consenso informato dei pazienti partecipanti alle sperimentazioni e la segnalazione alla FDA di qualsiasi reazione avversa.
Oldham Kelsey continuò a lavorare per la FDA, dove, tra la fine degli anni 1960 fino agli anni 1990, guidò la "Division of Scientific Investigations". Continuò la collaborazione con la FDA fino al 2005, quando aveva raggiunto i 90 anni.

### Ultimi anni

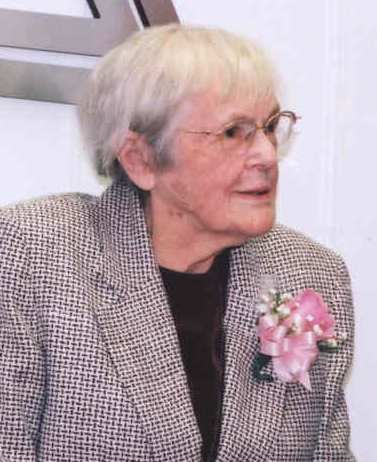
Kelsey al ricevimento in onore del suo ingresso nella National Women's Hall of Fame.

Nel 2000 fu inserita nella National Women's Hall of Fame per il suo operato e per aver "contribuito ad aprire le porte alle donne nella ricerca medica e scientifica, dimostrando che le donne possono competere nelle migliori istituzioni accademiche" in un'epoca in cui la percentuale di donne laureate in medicina era meno del 10% dei laureati in quel campo.
Nel 2010 la FDA le assegnò il primo Kelsey Award, da attribuire ogni anno a un dipendente della FDA per l'"eccellenza e coraggio nella protezione della salute pubblica".
Negli ultimi tempi tornò a vivere nell'Ontario, in Canada, presso una delle sue figlie. Nel maggio 2015 fu nominata Membro dell'Ordine del Canada, la più alta onorificenza canadese.
Morì il 7 agosto 2015 all'età di 101 anni, appena 24 ore dopo la consegna, da parte della vicegovernatrice del Canada, delle insegne dell'Ordine del Canada.

## Onorificenze
- President's Award for Distinguished Federal Civilian Service, 1962
- National Women's Hall of Fame, 2000
- FDA Kelsey Award, 2010